# Foghat (album 1973)
| Recensione              | Giudizio    |
| ----------------------- | ----------- |
| AllMusic                | [ 1 ]       |
| Sputnikmusic            | 3.5 (Great) |
| Dizionario del Pop-Rock | [ 3 ]       |

Foghat (in alcune discografie è riportato con il titolo di Rock and Roll) è il secondo album discografico dei Foghat, pubblicato dall'etichetta discografica Bearsville Records nel marzo del 1973.
Il singolo What a Shame arrivò all'ottantaduesima posizione della classifica statunitense Billboard Hot 100.

## Tracce
Lato A
1. Ride, Ride, Ride – 4:25 (Rod Price, Dave Peverett)
2. Feel so Bad – 5:09 (Chuck Willis)
3. Long Way to Go – 5:06 (Rod Price, Dave Peverett, Tony Stevens, Roger Earl)
4. It's Too Late – 5:38 (Rod Price, Dave Peverett)

Lato B
1. What a Shame – 3:54 (Rod Price)
2. Helping Hand – 4:40 (Rod Price, Dave Peverett)
3. Road Fever – 4:20 (Rod Price, Dave Peverett)
4. She's Gone – 3:10 (Rod Price, Dave Peverett)
5. Couldn't Make Her Stay – 1:54 (Dave Peverett)

## Formazione
- ''Lonesome'' Dave Peverett - voce solista, chitarra
- Rod Price - chitarra, chitarra slide
- Tony Stevens - basso
- Roger Earl - batteria[6]

Note aggiuntive
- Tom Dawes - produttore e mixaggio
- Tony Outeda - coordinatore alla produzione
- LH (Lee Hulko) - ingegnere masterizzazione
- Robert Downey - copertina album